# Кауфман, Абрам Евгеньевич
Абрам Евгеньевич Кауфман (1855—1921) — русский журналист и публицист.

## Биография
Учился во 2-й Одесской гимназии и коммерческом училище, которое и окончил. Затем он прослушал курс юриспруденции в Санкт-Петербургском университете.
Печатался в «Новороссийском телеграфе», «Рассвете», «Голосе», «Солнце России», «Всемирной панораме», «Утре России», «Голосе земли», «Историческом вестнике», «Женском альманахе», «Природе и людях», «Южно-русском альманахе», «Турецком сборнике», а также в «Судебной газете». Был членом редколлегии (секретарём) «Русского еврея» (1880—1884) и фактическим редактором «Вестника страхования». В 1884—1889 гг. печатался в «Новостях», а позже — в «Одесском листке», «Одесских новостях», «Биржевых ведомостях», «Жизни и искусстве».
Кауфман — автор докладной записки о положении евреев в России, составленной для представления в Комиссию К. И. Палена. Она была опубликована П. П. Демидовым в 1883 году в книге «Еврейский вопрос в России». Он написал несколько брошюр под общим названием «Друзья и враги евреев» (СПб.: Книгоизд. «Правда», 1907).
С 1904 года жил и работал в Санкт-Петербурге. Был выпускающим редактором «Биржевых ведомостей».
После посещения Турции в 1908 году он написал о ней ряд статей (в «Турецком Сборнике») и книгу «Коронованный узник: Из тайн Ильдиз-Киоска» (СПб.: тип. Ф. Вайсберга и П. Гершунина, 1910. — 136 с.).
При участии Кауфмана были изданы «Материалы для истории антиеврейских погромов в России» (Пг., 1919). В 1919 году он был избран председателем правления Общества взаимопомощи литераторов и учёных; в 1919—1921 гг. был редактором журнала «Вестник литературы».
Скончался в Петрограде 22 декабря 1921 года, похоронен на Преображенском кладбище.
А. Е. Кауфман — автор книги «Царские погромщики» (Петроград: «Антей», 1919.).
В 2012 году были опубликованы его воспоминания: За кулисами печати. — СПб.: Российская нац. б-ка, 2011. — 222 с.: ил., портр. — ISBN 978-5-8192-0412-2.

## Архивная литература
- Кауфман Абрам Евгеньевич. Ф. 121 Архивная копия от 12 июня 2018 на Wayback Machine в Институте русской литературы (Пушкинский Дом) РАН.